# Ardeshir Hosseinpour
Ardeshir Hosseinpour (persisch اردشیر حسین‌پور Ardeschir Hosseinpur‎; * 1962; † 15. Januar 2007) war ein iranischer Physiker. Er galt als Experte für Elektrodynamik.
Hosseinpour wurde 2002 an der Universität Schiras in Physik promoviert und unterrichtete später an dieser Universität. 2005 wurde er Mitbegründer des „Nuclear Technology Center“ in Isfahan. 2007 starb Ardeshir Hosseinpour an einer Gasvergiftung, deren Umstände bis heute nicht geklärt sind. Die israelische Tageszeitung Haaretz berichtete von Vorwürfen, der Atomphysiker sei im Auftrag des Mossads ermordet worden.